# هنري شابمان ميرسير
هنري شابمان ميرسير (بالإنجليزية: Henry Chapman Mercer)‏ هو رائد أعمال أمريكي، ولد في 24 يونيو 1856 في Doylestown, Pennsylvania ‏ في الولايات المتحدة، وتوفي بنفس المكان في 9 مارس 1930.